# Pavol Čarnogurský
Pavol Čarnogurský (22. ledna 1908 Malá Franková – 27. prosince 1992 Bratislava) byl slovenský politik, poslanec Snemu Slovenskej krajiny, otec Jána Čarnogurského.

## Biografie
V prosinci 1938 byl zvolen do slovenského sněmu. Profesně je uváděn jako odborový přednosta ministerstva školství a národní osvěty, bytem Vajnory.

## Dílo

### Knihy
- 6. október 1938 (Veda, Bratislava 1993)
- 14. marec 1939 (Veda, Bratislava 1992)
- Svedok čias (USPO, Bratislava 1997)

### Ostatní
- Ústavný zákon č. 68/1942 Sl.z.[zdroj?]